# 우장구 (사오관시)

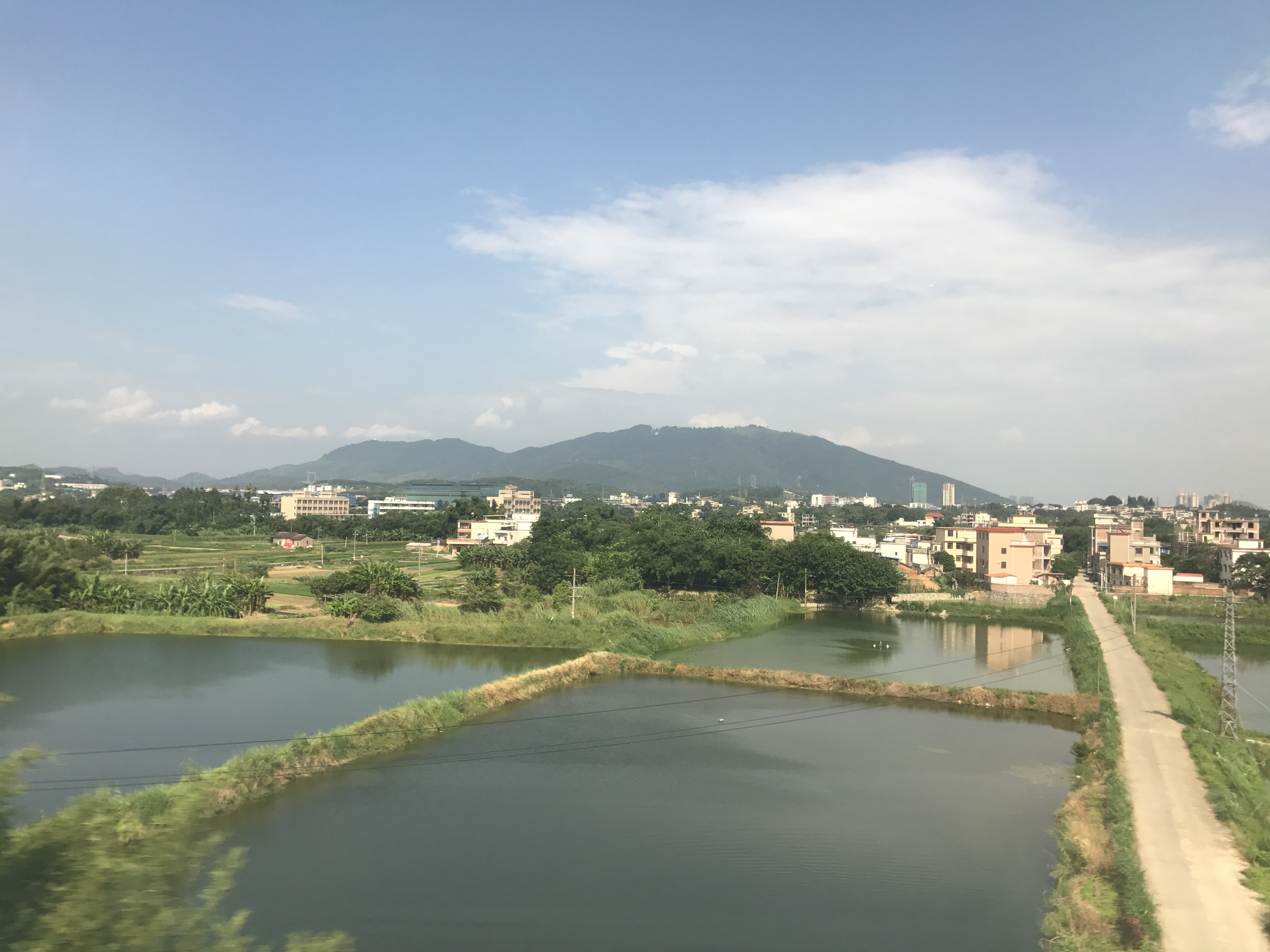

우장구(한국어: 무강구, 중국어: 武江区, 병음: Wǔjiāng Qū)는 중화인민공화국 광둥성 사오관 시의 현급 행정구역이다. 넓이는 682km2이고, 인구는 2007년 기준으로 240,000명이다.

## 행정 구역
2개 가도, 5개 진을 관할한다.
- 가도: 新华街道, 惠民街道.
- 진: 西联镇, 西河镇, 龙归镇, 江湾镇, 重阳镇.